# Dominique Jacques de Eerens
Dominique Jacques de Eerens (Alkmaar, 17 maart 1781 – Buitenzorg, 30 mei 1840) was een Nederlands militair en bestuurder.

## Biografie
De katholieke De Eerens was de zoon van de arts Pieter Paul de Eerens en Johanna Cramer, die enkele dagen na zijn geboorte stierf. Vader de Eerens trok dit zich zo erg aan dat hij priester werd.

### Napoleontische oorlogen
De Eerens nam op 15 april 1798, op zeventienjarige leeftijd, dienst als soldaat bij het derde bataljon, zesde halve brigade van het leger van de Bataafse Republiek, en werd al de 7de juni van dat jaar tot fourier, de 31ste augustus van het volgend jaar tot sergeant, en de 1ste april 1800 tot cadet benoemd. In de rang van sergeant woonde hij in 1799 de veldtocht in Noord-Holland bij en verkreeg bij die gelegenheid een bajonetsteek in de rechterdij.
In de jaren 1800 en 1801 nam hij deel aan de veldtochten in Duitsland en redde op de 27ste december 1800, bij gelegenheid van een uitval van de Oostenrijkers uit de citadel van Würzburg, kapitein Schmidt, van het tweede bataljon Jagers, uit de handen van de vijand. Voor deze moedige daad werd hij op het slagveld tot luitenant benoemd door generaal Dumonceau. 
Op 20 juni 1803 werd De Eerens benoemd tot adjudant-majoor bij de 6de halve brigade, de 28ste juli 1805 tot tweede-luitenant bij de garde van raadspensionaris Schimmelpenninck, de 23ste september 1806 tot eerste luitenant, op 20 mei 1807 tot kapitein en in 1809 tot luitenant-kolonel in de garde van Koning Lodewijk. 
De Eerens was in juli 1810 lid van de delegatie die de inlijving van het Hollandse eenheden in het keizerlijke leger moest gaan bespreken. Hij ging in Franse dienst over (30 oktober 1810) als chef de bataljon, met rang van groot-majoor, bij het eerste regiment tirailleurs der Keizerlijke Garde, en werd met deze eenheid naar de Spaanse veldtocht gestuurd. 
Op 17 juli 1812 werd De Eerens, tijdens de Russische veldtocht, benoemd tot stafchef van de tweede divisie infanterie van de Keizerlijke Garde.  
Toen de Kozakken de 25ste oktober 1812 de keizer bijna hadden overrompeld werd De Eerens met zes compagnieën ter vervolging der Kozakken en Russische infanterie gedetacheerd en verdreef hen over de rivier de Longoa. Hij werd voor dit wapenfeit door luitenant-generaal Roquet tot kolonel voorgedragen en op 12 november 1812 aangesteld tot adjudant-commandant bij de generale staf.
Op 16 januari 1813 werd hij benoemd tot stafchef van de cavalerie van het tiende corps. In die hoedanigheid bevond hij zich in het door de Russen belegerde Dantzig, waar hij twee maal door kogels werd gewond. In augustus van 1813 nam De Eerens bij een algemene uitval aan het hoofd van een eskadron Franse jagers te paard, de vijand een redoute af en dreef hij de Kozakken in hun retranchementen terug. Van dit wapenfeit maakte generaal Rapp in zijn mémoires met lof melding. Na de overgave van de stad begin 1814 werd hij in Russische krijgsgevangenschap gevoerd. De keizer ontsloeg hem op 10 januari 1814 eervol uit de Franse militaire dienst. 

### In Nederlandse dienst

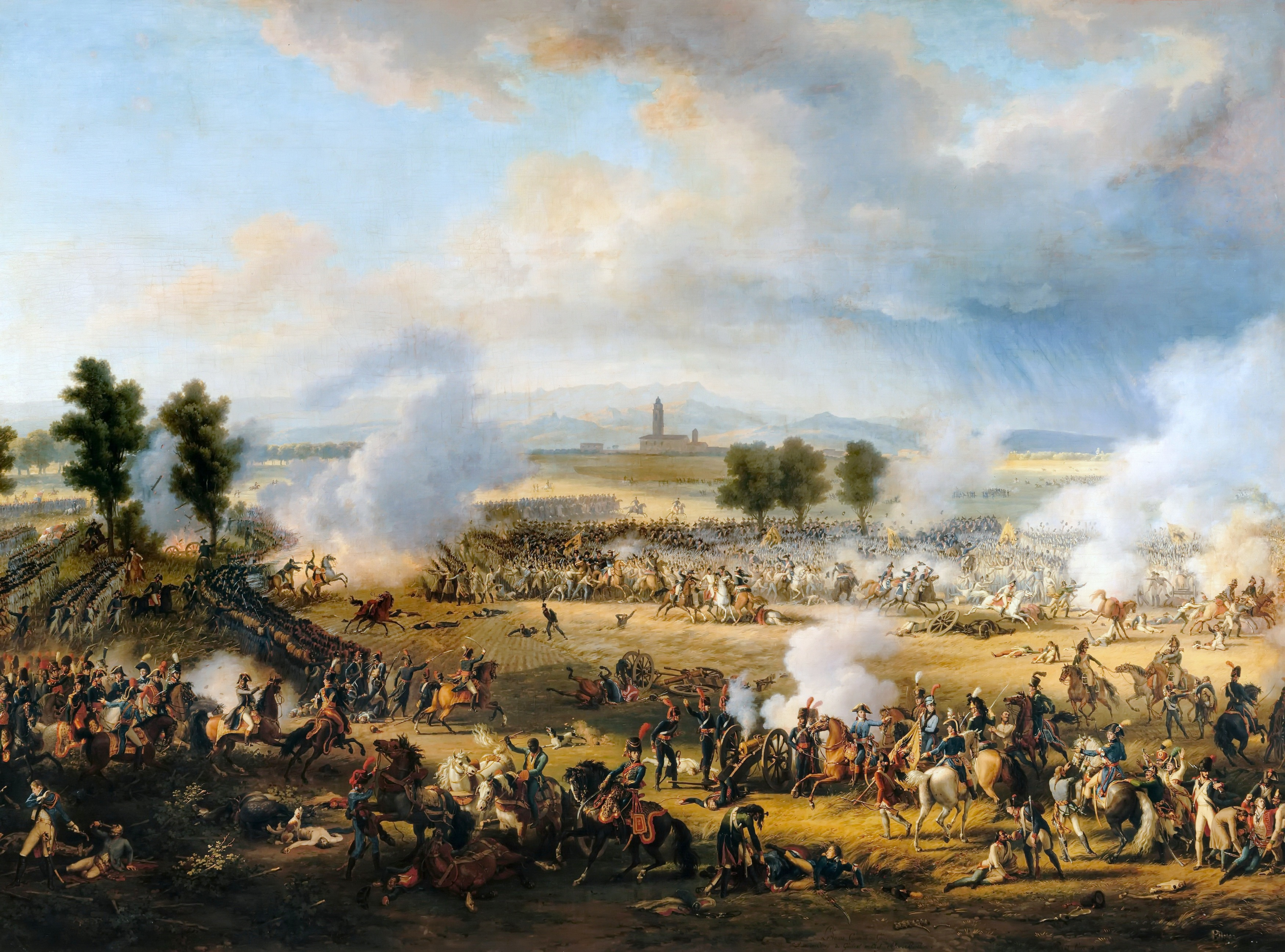
De Eerens woonde tien veldslagen bij gedurende de Napoleontische tijd.

De 29ste januari werd hij benoemd tot luitenant-kolonel van het 5de, later het 18de bataljon Jagers, in Nederlandse krijgsdienst. Enkele maanden daarna verkreeg hij de titulaire rang van kolonel en op 5 maart 1815 werd De Eerens effectief tot deze rang benoemd. Bij deze gelegenheid werd hem het commandement van de 2de brigade van de 1ste divisie infanterie opgedragen. Op 21 april 1815 werd hij benoemd tot generaal-majoor.

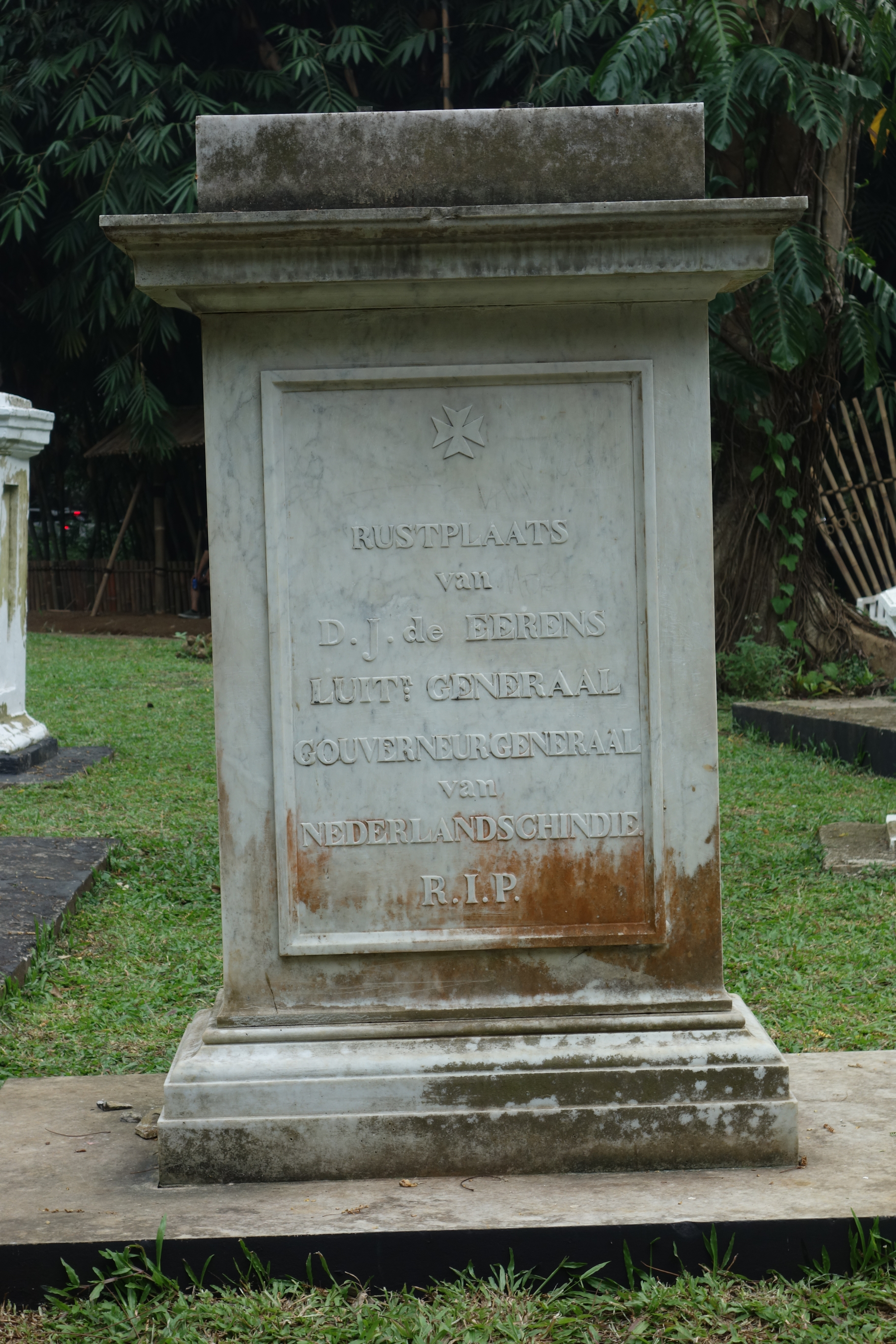
Graf van De Eerens in Kebun Raya Bogor

De Eerens kreeg in juni 1814 een commissie opgedragen naar Bremen en Hamburg, om het corps Hanzeatische troepen, dat zich aangeboden had in Nederlandse dienst te treden, te inspecteren. In februari 1815 kreeg hij een aanstelling tot lid der commissie voor de organisatie van het leger en de opstelling en invoering van de militaire reglementen. In 1818 werd De Eerens benoemd in een commissie bedoeld voor het opstellen van een conventie met het Deense bezettingscorps in Frankrijk, om door de Nederlanden naar hun vaderland terug te keren, waarna hij in januari 1819 belast werd met het provinciaal commandement van Noord-Brabant. Op 20 juni 1819 werd De Eerens benoemd tot ridder in de Militaire Willems-Orde derde klasse. In 1820 vaardigde de koning De Eerens af tot commissaris om het regiment lichte infanterie Van Nassau uit de dienst van de Koning te ontslaan en aan zijn commissaris, de hertog van Nassau, over te geven. In 1825 werd De Eerens belast met de algemene inspectie van het tweede, en in 1826 met die van het vierde groot militair commando. Gedurende de maanden september en oktober van 1827 voerde hij het bevel over de in het kamp bij Ravels verzamelde Nederlandse legermacht. Ter beloning voor al zijn diensten verkreeg hij op 4 juli 1829 de Orde van de Nederlandse Leeuw en drie dagen daarna een aanstelling tot commandant van de derde divisie infanterie. Bij de organisatie van het militaire parlement werd De Eerens benoemd tot directeur-generaal van Oorlog (1829-1834). Door de koning werd hij op 29 mei 1831 benoemd tot commandeur in de Orde van de Nederlandse Leeuw. Op 5 september 1834 werd De Eerens benoemd tot gouverneur-generaal van Nederlands-Indië, met de bepaling dat hij, bij het vertrek van de toenmalige gouverneur-generaal ad interim Baud, in de waardigheid van gouverneur-generaal zou optreden. Op 29 januari 1836 aanvaardde De Eerens het hoogste gezag over Nederlands Indië. Hij overleed in functie te Java op 30 mei 1840.

## Onderscheidingen
- Ridder in de Orde van de Unie, november 1806
- Ridder in de Orde van de Reünie, 5 maart 1812
- Ridder in het Legioen van Eer, 9 mei 1812[1]
- Ridder 3de klasse in de Militaire Willems-Orde, 20 juni 1819
- Ridder in de Orde van de Nederlandse Leeuw, 4 juli 1829
- Commandeur in de Orde van de Nederlandse Leeuw, 29 mei 1831

Gouverneur-generaal van de VOC

Both · 
Gerard Reynst · 
Reael · 
Coen · 
Carpentier · 
Coen · 
Specx · 
Brouwer · 
Van Diemen · 
Van der Lijn · 
Carel Reyniersz · 
Maetsuycker · 
Rijcklof van Goens · 
Speelman · 
Camphuys · 
Van Outhoorn · 
Van Hoorn · 
Van Riebeeck · 
Van Swol · 
Zwaardecroon · 
De Haan · 
Durven · 
Van Cloon · 
Patras · 
Valckenier · 
Thedens · 
Van Imhoff · 
Mossel · 
Van der Parra · 
Van Riemsdijk · 
De Klerk · 
Alting

 

Gouverneur-generaal van staatswege

Van Overstraten · 
Siberg · 
Wiese · 
Daendels · 
(Britse interventie: Raffles en Fendall) · 
Van der Capellen · 
De Kock · 
Du Bus de Gisignies · 
Van den Bosch · 
Baud · 
De Eerens · 
Van Hogendorp · 
Merkus · 
Jan Reijnst · 
Rochussen · 
Duymaer van Twist · 
Pahud · 
Prins · 
Sloet van de Beele · 
Prins · 
Mijer · 
Loudon · 
Van Lansberge · 
s'Jacob · 
Van Rees · 
Pijnacker Hordijk · 
Van der Wijck · 
Rooseboom · 
Van Heutsz · 
Idenburg · 
Van Limburg Stirum · 
Fock · 
De Graeff · 
De Jonge · 
Tjarda van Starkenborgh Stachouwer
- Biografisch Portaal: 14038349
- Digitale Bibliotheek voor de Nederlandse Letteren: eere008
- Gemeinsame Normdatei: 1026507383
- International Standard Name Identifier: 0000 0003 8335 0526
- Base Léonore: LH//900/43
- Nederlandse Thesaurus van Auteursnamen: 071333819
- Parlement.com: vg09llsykfqk
- Virtual International Authority File: 268944286
- WorldCat: E39PBJkD4P9tt7RKKKq8tcjBfq

1. ↑  EERENS DE Dominique Jacques. Base de données Léonore. Gearchiveerd op 16 maart 2022. Geraadpleegd op 16 maart 2022.